# El Caudillo del Sur
El Caudillo del Sur är en ort i Mexiko.   Den ligger i kommunen Yautepec och delstaten Morelos, i den sydöstra delen av landet, 60 km söder om huvudstaden Mexico City. El Caudillo del Sur ligger 1 219 meter över havet och antalet invånare är 631.
Terrängen runt El Caudillo del Sur är kuperad söderut, men norrut är den platt. Runt El Caudillo del Sur är det mycket tätbefolkat, med 1 361 invånare per kvadratkilometer. Närmaste större samhälle är Cuernavaca, 16,2 km väster om El Caudillo del Sur. Omgivningarna runt El Caudillo del Sur är en mosaik av jordbruksmark och naturlig växtlighet.